# Kattegattleden

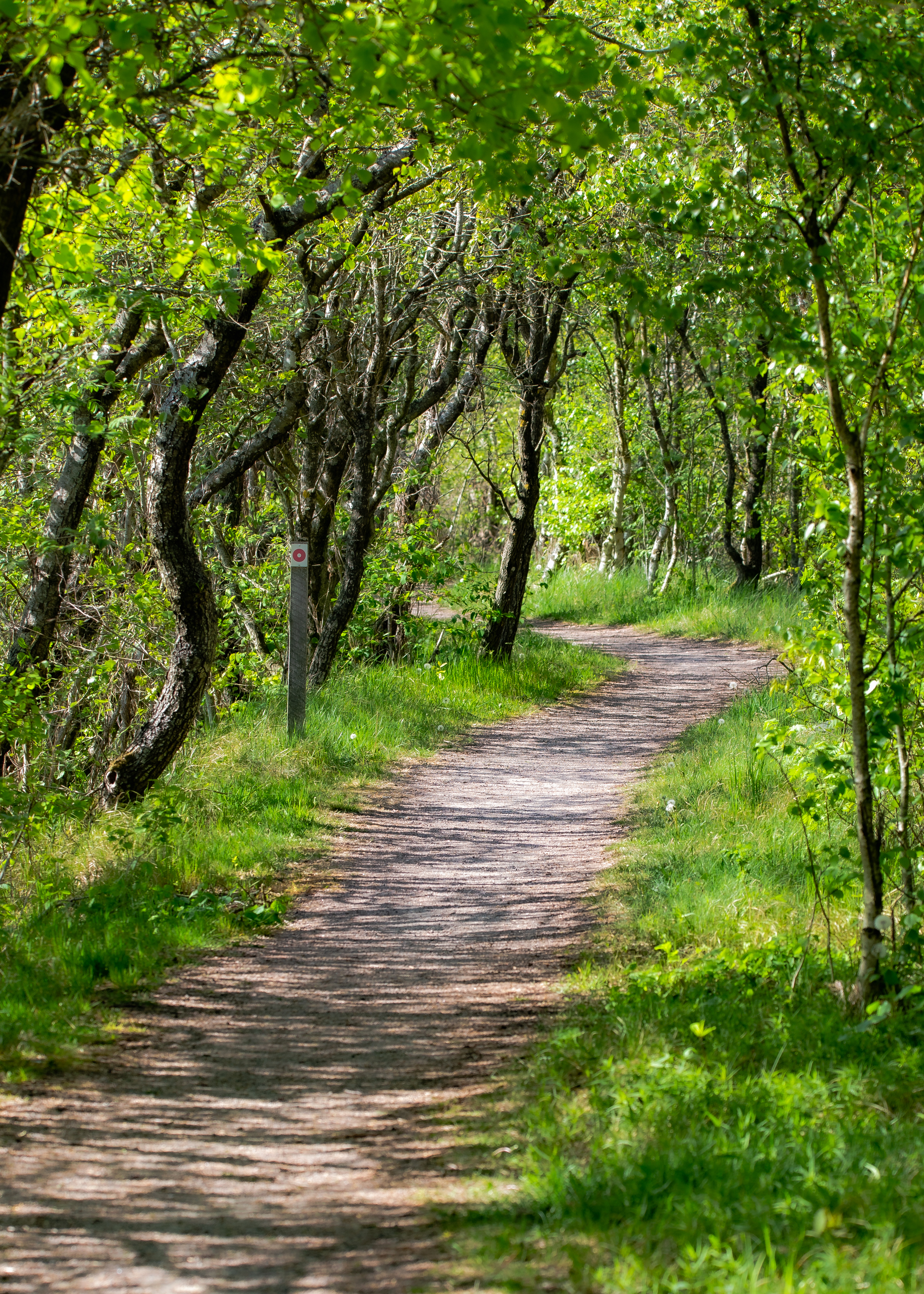
Kattegattleden genom Gullbranna naturreservat

Kattegattleden är en 390 kilometer lång cykelled med havsnära läge som går mellan Helsingborg och Göteborg via Halland. Den är indelad i 8 delsträckor, där sträckan genom Halland går utefter den tidigare Ginstleden.
Leden invigdes i juni 2015 och är ett samarbete mellan bland annat Region Halland, Region Skåne och Trafikverket.  
Kattegattleden är Sveriges första nationella cykelled, och 2 mars 2018 utsågs den till årets cykelled i Europa. på cykel- och vandringsmässan “Fiets en Wandelbeurs” i Utrecht, Nederländerna.
Leden avses ingå i European Cyclists' Federations nätverk av internationell europeiska cykelvägar som en del av EuroVelo 7 mellan Nordkap och Malta.